# فرانک آیرو
فرانک آیرو (انگلیسی: Frank Iero؛ زادهٔ ۳۱ اکتبر ۱۹۸۱) یک موسیقی‌دان اهل ایالات متحده آمریکا است. وی لید گیتاریست و خواننده دوم گروه مای کمیکال رومنسدر بین سال‌های ۲۰۰۲ تا ۲۰۱۳ بود.